# 810. Garde-Marineinfanterie-Brigade

Verbandsabzeichen

Die Selbständige 810. Garde-Marineinfanterie-Brigade (russisch 810-я отдельная гвардейская бригада морской пехоты) umfasst die Kräfte der Marineinfanterie der Schwarzmeerflotte der russischen Marine.
Die Brigade wurde 1967 als Regiment auf der Krim aufgestellt.